# کارا کارا
کارا کارا (به اسپانیایی: K'ara K'ara) یک کوه در پرو است که در Peru, Puno Region, El Collao Province, Tacna Region, Candarave Province واقع شده‌است. کارا کارا ۵٬۲۰۰ متر بالاتر از سطح دریا واقع شده‌است.